# Edward Browne (orvos)

Brief account of some travels in Hungaria, Servia, Bulgaria, Macedonia, Thessaly, Austria, Styria, Carinthia, and Friuli (1696)

Edward Browne (Norwich, 1644 – Northfleet, 1708. augusztus 28.) angol orvos, a király háziorvosa, a College of Physicians elnöke és a Royal Society tagja volt.

## Élete
Apja Sir Thomas Browne, norwichi orvos és a Religio Medic híres szerzője volt.
Hírnevét utazásairól írt könyvei alapozták meg, 1673 és 1677 között Franciaországban, Itáliában, Hollandiában, Németországban, Ausztriában, Magyarországon és Törökországban járt, az utazásairól kiadott útibeszámolóit részben a Royal Society Philosophical Transactions c. folyóiratában publikálta, majd 1673-ban könyvformában is kiadta A Brief Account of some Travels in Hungaria, Styria, Bulgaria, Thessaly, Austria, Serbia, Carynthia, Carniola, and Friuli címmel. Utazásai során különösen az ásványok és a bányászat érdekelte, az általa - többek között Magyarországon - gyűjtött ásványok példányai neves gyűjteményekben maradtak fenn. 1708-ban northfleeti birtokán halt meg.